# Oriol Prat Altimira
Oriol Prat Altimira (Barcelona, España, 1981) es un poeta catalán, escritor, investigador y profesor universitario.

## Reseña biográfica
Es autor de los libros Metres quadrats (2013) y Dies hàbils (2020), por el que recibió el Premi Miquel Martí i Pol de poesía en 2019; algunos de sus poemas han aparecido en publicaciones de referencia como la Revista de Catalunya, The Barcelona Review, o Rialta Magazine, entre otras, y desde el 2021 es también autor de poesía en español.
Una muestra de su poesía ha sido publicada en ruso, como parte del monográfico que la revista Inostrannaya Literatura dedicó a la literatura catalana, y en vasco, para la histórica revista Egan.
Ha participado en eventos poéticos nacionales e internacionales como la Semana del Libro en Catalán, el Festival Internacional de Poesía de La Habana o el Encuentro de Jóvenes Escritores de Iberoamérica y el Caribe.
Como profesor, ha impartido cursos de lengua y literatura en la Universidad de Barcelona (2010-13) y en la Universidad de La Habana (2017-21), y actualmente es profesor lector en la Facultad de Filología de la Universidad de Salamanca, España.

## Obras
- Dies hàbils (2020). Lérida: Pagès editors.
- Metres quadrats (2013). Barcelona: Blind Books.

## Premios
- Premi Miquel Martí i Pol de poesia.  (2019)
- Premi Antoni Vilanova de la Universitat de Barcelona (2008)